# Mbanza-Ngungu
Mbanza-Ngungu, vroeger Thysville of Thysstad, genoemd naar Albert Thys, is een stad in de provincie Centraal-Kongo in het westen van de Democratische Republiek Congo. 

## Demografie
Er zijn geen recente cijfers van het aantal inwoners beschikbaar. De laatste volkstelling was in 1984.  Toen had de stad een bevolking van 44.782 inwoners.  Geschat wordt dat de bevolking gemiddeld jaarlijks is toegenomen met 2.61% zodat het aantal inwoners in 2012 ongeveer 101.336 was.

## Transport

### Wegtransport
De belangrijke Route Nationale 1 van Matadi naar Kinshasa loopt door de stad en het is ook het vertrek/eindpunt van de Route Nationale 12 naar Boma

### Spoorwegen
De stad is verbonden met de Spoorlijn Matadi-Kinshasa via een 15km lange aftakking.